# 寿覚院

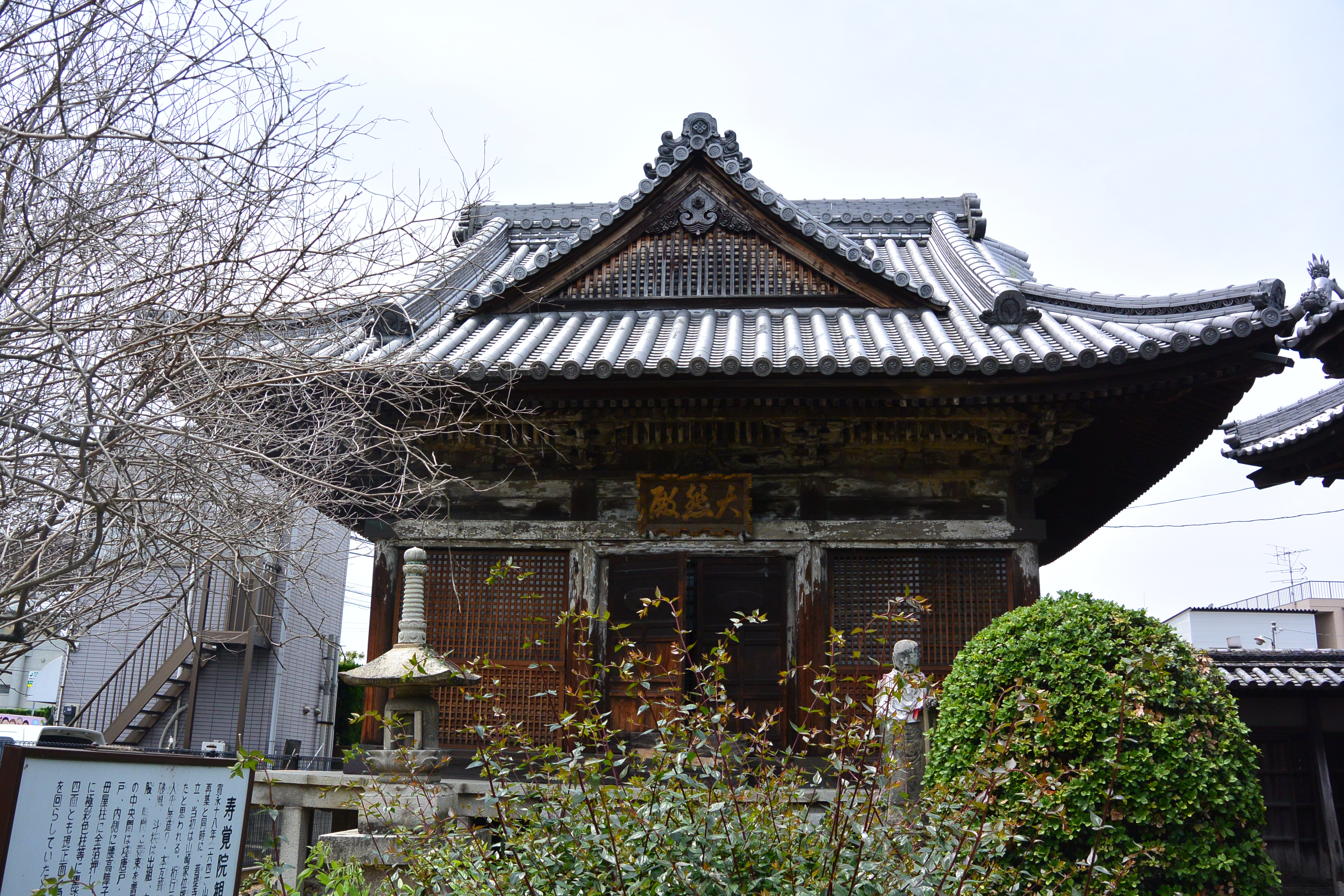
寿覚院観音堂

寿覚院（じゅかくいん）は、香川県丸亀市にある浄土宗京都知恩院末寺の寺院である。山号は光明山。本尊は阿弥陀如来。圓光大師讃岐二十五箇所霊場第十九番札所。

## 由緒
1641年（寛永18年）丸亀藩主山崎家治が本誉南廓を開山に招き山崎家の菩提寺として建立したのに始まる。

### 圓光大師讃岐二十五箇所霊場 木札

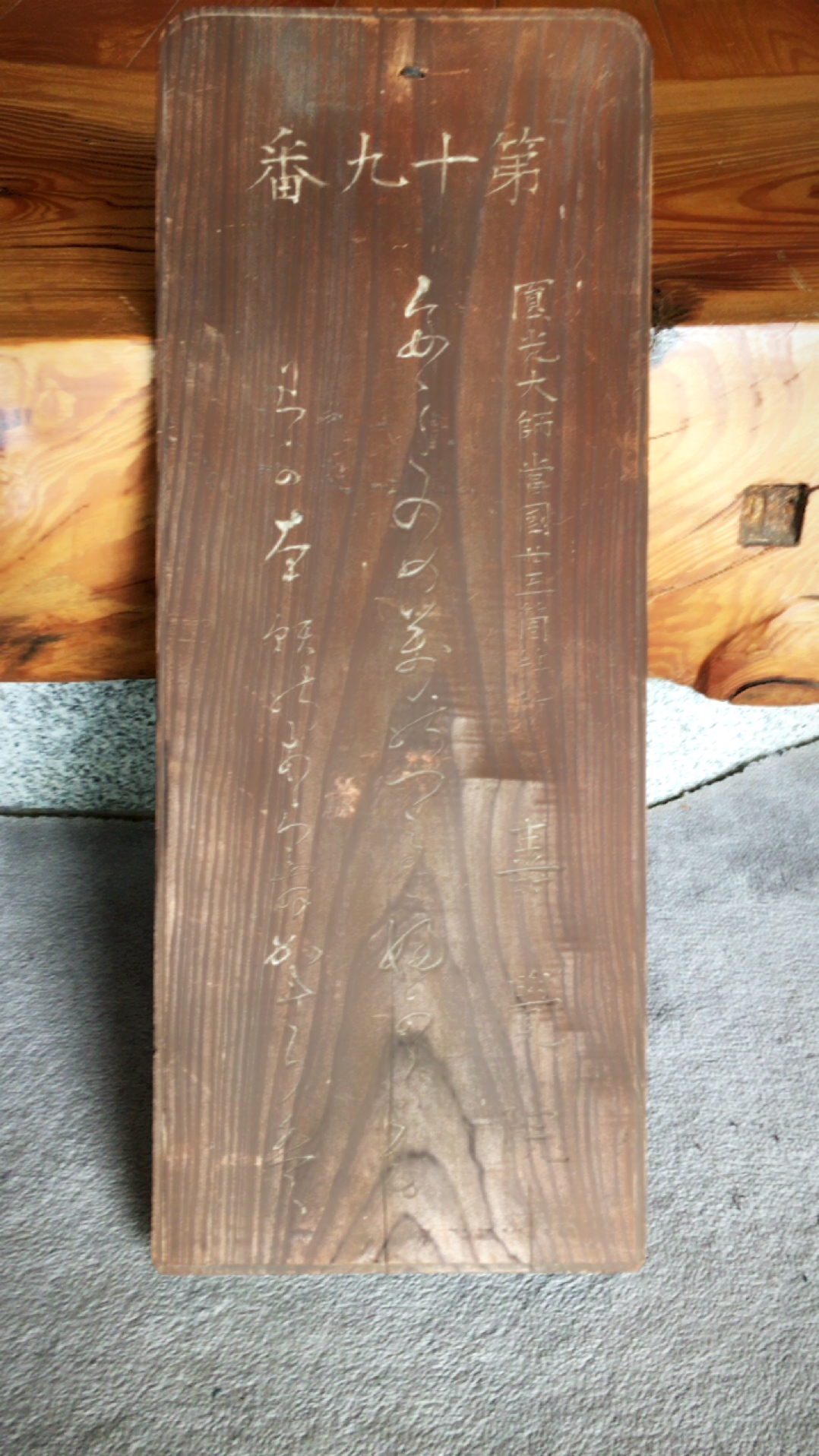
丸亀市 寿覚院 圓光大師讃岐二十五箇所霊場 十九番木札

## 境内

### 墓地
寿覚院の本堂裏の墓地には、丸亀城の石垣を築いたと言われる羽坂重三郎（築城石工）の供養塔、四国で最初の種痘を実施した医術の河田雄禎（蘭方医）の墓がある。
また京極藩弓術の生田清右衛門、槍術の堀田靭負、漢学の田岡栗軒、小川勝太、医術の池田泰亮、弓術の重野家、笠島屋吉田屋や家老の佐々家の墓などがある。

### 伽藍
寿覚院本堂はは西側の南城町に参道を通じて東を正面に建立された。
寿覚院観音堂は、県道から一番手前に見える。
観音堂は本堂の南側に東向きに建ち、単層の平屋建てで、屋根は入母屋造り本瓦葺き、正面に千鳥破風が付き、三宝に縁を巡らせている。軒は二軒繁垂木、斗栱は出組。中備は中央間に本蟇股、脇間は蓑斗束、柱は円柱である。

## 文化財
境内の観音堂にある十一面観音菩薩像は空海の作とされる。

### 丸亀市指定文化財
寿覚院観音堂
観音堂は、1971年（昭和46年）8月に丸亀市指定文化財（有形文化財）に指定された 。大きさは正面の全長が5.92メートル（正面中央の柱間：2.08メートル、両側の柱間：それぞれ1.92メートル）、側面と正面と同じ長さの表面三間・側面三間である。向きは本堂の南側、院正面入って左側、東向きに建つ。
木造観音菩薩立像・木造勢至菩薩立像
この2体の仏像は、1994年（平成6年）3月30日に丸亀市指定文化財（有形文化財）に指定された。檜材の寄木造、彫限、白毫は水晶製である。
【木造観音菩薩立像】本像の高さ57.0センチメートル
【木造勢至菩薩立像】本像の高さ58.8センチメートル